# 晏子春秋
『晏子春秋』（あんししゅんじゅう）は、中国春秋時代の斉において、霊公・荘公・景公の3代に仕え宰相となった、晏嬰に関する言行録をまとめたものである。

## 歴史
『晏子春秋』の作品の存在についての最初の言及は、紀元前2世紀後半の作品である司馬遷による『史記』管晏列伝（巻62）が代表的である。司馬遷は、彼の時代の多くの学者が『晏子春秋』のテキストのコピーを持っていたと述べているが、著者については言及していない 。これまでの資料によると、多くの古代中国の古典のように、『晏子春秋』はさまざまな類似説話が古代から巷で流布してきたようである。前漢代の劉向が紀元前1世紀末に、『晏子春秋』の総数30巻にのぼる類似説話集について集約するなど8巻に再編集し、現代に至っている。
1972年に、中国山東省臨沂近郊の漢王朝の墓では、銀雀山漢簡として知られている竹書が大量に発見された。 これら紀元前2世紀初頭の竹簡の中から、『晏子春秋』の中の18の説話が見つかったことで、『晏子春秋』の初期の存在について歴史的記録が確認された。銀雀山漢簡の発見により、『晏子春秋』の成書年代は、戦国時代（紀元前475年-紀元前221年）と見られている。

## 構成
『晏子春秋』は内篇6巻及び外篇2巻の計8巻からなり、全215章に分かれる。第一巻から第六巻には、晏嬰が仕えた君主への諫言にまつわる説話が、第七巻には最初の6巻の類似説話が、第八巻は劉向が中国の古典と矛盾すると考えた反儒教的説話が含まれている。
1. 内篇諫上第一
2. 内篇諫下第二
3. 内篇問上第三
4. 内篇問下第四
5. 内篇雑上第五
6. 内篇雑下第六
7. 外篇第七
8. 外篇第八

## 思想
- 節倹力行：質素倹約と職務励行の実践。
- 儀礼尊重：日常生活を破綻させるような過度な礼を慎むも、日頃の礼が円滑な人間関係と秩序を維持するということ。
- 人民主義：民を尊しと為し、社稷は之に次ぎ、君を軽しと為す[6]ということ。
- 人為主義：巫術を妄信せず、人為による社会秩序の確立。
- 君臣調和：君臣、百官の序列を保ちつつ、君主上司の事業について、不備があれば臣下部下は進言し改善するということ。

## 故事成語
1. 牛首馬肉[7]　内篇雑下第六第一章
2. 二桃三士を殺す　内篇諌下第二第二十四章
3. 晏子の御　内篇雑上第五第二十五章
4. 益友（えきゆう)　内篇雑上第五第十二章
5. 樽俎折衝（そんそせっしょう）　内篇雑上第五第十六章
6. 折衝　内篇雑上第五第十六章
7. 為す者は常に成り、行く者は常に至る　内篇雑下第六第二十七章
8. 骸骨を乞う　外篇第八第二十章
9. 南橘北枳　内篇雑下第六第十章
10. 聖人も千慮に必ず一失あり、愚者も千慮に必ず一得あり[8]　内篇雑下第六第十八章
11. 傾城、傾国[9]　内篇諫上第一第九章
12. 社鼠（しゃそ）　内篇問上第三第九章
13. 難に臨みてにわかに兵を鋳る　内篇雑上第五第二十章
14. 衣は新に如くはなく、人は故に如くはなし　内篇雑上第五第五章
15. 行いを省みる者は其の過ちを引かず　内篇雑上第五第二十四章
16. 太山の高きは一石に非ず(泰山の高きは一石に非ず)　内篇諌下第二第十七章
17. 中流砥柱（ちゅうりゅうしちゅう）　内篇諌下第二第二十四章
18. 比肩随踵（ひけんずいしょう） 内篇雑下第六第九章
19. 梧丘の魂（ごきゅうのこん）　内篇諌下第二第三章
20. 君子独立影に慚じず、独寝魂に慚じず　外篇第八第四章
21. 君子は己を知らざるに詘するも、己を知る者に信ぶ[10]　内篇雑上第五第二十四章
22. 宅を卜せず、隣を卜す(たくをぼくせず、となりをぼくす)　内篇雑下第六第二十二章

## 翻訳

### 東洋
以下が日本語訳で一般的
- 山田琢 訳『晏子春秋』明徳出版社〈中国古典新書〉、1969年。
- 谷中信一 訳『晏子春秋』明治書院〈新編漢文選9・10〉、2000年 - 2001年。
  - 新版『晏子春秋　新釈漢文大系 補遺編 5』明治書院、2024年。ISBN 9784625674426

### 西洋
英語での最初の完全翻訳本は Yanzi chunqiuとして2016年に出版された：
- Milburn, Olivia, trans. (2016), The Spring and Autumn Annals of Master Yan, Leiden: Brill.
- 欧永福（Yoav Ariel）『晏子春秋（大中华文库（汉英对照））』中国人民大学出版社有限公司、2018年。